# Giovanni Mazzucconi
Giovanni Battista Albino Mazzucconi (Lecco, 1º marzo 1826 – Woodlark, 7 settembre 1855) è stato un missionario italiano.
Ordinato sacerdote nel 1850, fu uno dei primi membri del Pontificio Istituto Missioni Estere (PIME), sorto in quello stesso anno. Due anni dopo partì per l'Oceania, dove venne ucciso in odium fidei. Nel 1984 fu beatificato da Giovanni Paolo II.

## Biografia

### Infanzia e vita familiare
Giovanni era il nono di dodici tra fratelli e sorelle, tre dei quali morirono in tenera età. Degli altri nessuno contrasse matrimonio, ma scelsero ciascuno una qualche forma di consacrazione. Il suo primo biografo, padre Scurati, segnala che la madre non ebbe mai a lamentarsi di lui, né a rimproverarlo. Quando ebbe sette anni iniziò a frequentare la scuola a Lecco, distinguendosi per la diligenza e il talento ma anche per il carattere timido.
Tornando da scuola si fermava a fare visita al Santissimo Sacramento e, appena imparò a servir messa, cominciò a frequentarla ogni mattina. Ogni sera con la famiglia si recava in chiesa per la recita del rosario. A dodici anni dovette passare al Collegio Cavalleri di Parabiago, dove perfezionò gli studi di grammatica e latino. Nei tre anni in collegio si distinse per lo zelo e le doti intellettuali.
Il suo percorso di crescita umana e spirituale lo condusse a scegliere di continuare i suoi studi nel seminario diocesano.

### La formazione in seminario
Giovanni entrò nel 1840 nel seminario di san Pietro Martire in Seveso per i corsi di "umanità". Passò al seminario di Monza nel 1844 e, terminati gli studi, passò a quelli filosofici, prima nel seminario milanese della Canonica (1846-1847) e quindi nel Seminario Maggiore (1847-1850). In seminario mostrò spirito di sacrificio, obbedienza e dedizione alle pratiche di pietà, soprattutto eucaristiche. Per le sue qualità fu notato dai superiori e nominato viceprefetto della camerata dei più piccoli.
Durante gli studi di filosofia, cominciò a esprimere le sue attitudini letterarie componendo preghiere e poesie.
Negli anni degli studi teologici nacque in lui il desiderio di annunciare Cristo a chi ancora non lo conosceva.
Il 25 maggio 1850 venne ordinato sacerdote. Trascorse due mesi nella casa paterna per poi portarsi a Saronno, presso mons.Angelo Ramazzotti, con gli altri giovani intenzionati a partire per la missione, che furono il nucleo fondatore del Pontificio Istituto Missioni Estere.

### La missione e il martirio
Il suo sogno era di fare il missionario in Oceania, e fu inviato in Melanesia-Micronesia. Partì da Londra nel marzo del 1852 e approdò in Australia, per essere destinato poco tempo dopo all'isola di Rook. Qui, in un ambiente ostile al cristianesimo, si ammalò di malaria: anche a causa del clima e della mancanza di medicinali, dopo due anni dovette tornare in Australia per farsi curare. Ripresosi, cercò di tornare nella sua isola, dove intanto la situazione delle missioni era precipitata: nei pressi dell'isola di Woodlark, la sua imbarcazione fu circondata dagli indigeni, che uccisero barbaramente lui e i confratelli. A centocinquant'anni di distanza, un monumento ricorderà il martirio dei missionari e l'arrivo del cristianesimo nell'attuale Papua Nuova Guinea.

## Il culto
Il 19 febbraio 1984 papa Giovanni Paolo II lo ha proclamato beato, primo martire tra i missionari del PIME. La memoria liturgica è il 7 settembre (10 settembre nel calendario ambrosiano).
La parrocchia in cui è stato battezzato, in Rancio di Lecco, conserva alcuni "ricordi" del Beato. Dopo la beatificazione furono dedicate tre chiese: una chiesa in India, un'altra in Papua Nuova Guinea e una in Italia (Sesto San Giovanni)